# Gitarzysta (obraz Jean-Baptiste’a Greuze’a)
Gitarzysta (fr. L'Oiseleur accordant sa guitare) – obraz olejny na płótnie francuskiego malarza Jeana-Baptiste’a Greuze’a namalowany ok. 1757 w czasie pobytu autora w Rzymie. Dzieło znajduje się obecnie w Muzeum Narodowym w Warszawie i eksponowany jest w VII sali, w ramach Galerii Malarstwa Włoskiego i Francuskiego (nr inw. M. Ob. 914).

## Opis
Obraz przedstawia młodego mężczyznę strojącego gitarę. Wyposażenie skromnego pomieszczenia świadczy, że bohater płótna jest ptasznikiem, czyli łowcą ptaków. Zgromadzone akcesoria myśliwskie mają podwójną wymowę – od dawna bowiem symbolizowały uwodziciela, czyli łowcę kobiet. 
Płótno wystawione zostało w 1757 w paryskim Salonie. Greuze wystawił jednocześnie dwie wersje tego samego tematu, drugi obraz znajduje się obecnie w Musée des Beaux-Arts w Nantes, rodzinnym mieście malarza. Według krytyki oba dzieła reprezentują malarstwo rodzajowe, inspirowane sztuką holenderską.

## Historia obrazu
Gitarzysta początkowo wchodził w skład kolekcji J. B. L. Boyer de Fonscolombe, w połowie XIX wieku został zakupiony przez Ksawerego Branickiego. Do Polski został przewieziony ok. 1900, przechowywany był w warszawskim pałacu Róży Branickiej przy ulicy Nowy Świat i w Wilanowie. W 1926, gdy podzielono majątek Branickich pomiędzy troje spadkobierców, obraz przypadł w udziale Jadwidze z Branickich Reyowej, która przewiozła go do Przecławia. 
W czasie II wojny światowej obraz ukryto pod Krakowem. Kiedy przed wejściem Rosjan rodzina właścicieli zdecydowała się opuścić Polskę, dzieła sztuki przekazano w ramach tzw. depozytu sapieżyńskiego do magazynów kurii metropolitarnej w Krakowie. W 1952 dzieła sztuki zgromadzone w depozycie sapieżyńskim skonfiskowało państwo i Gitarzysta został umieszczony w 1954 w Muzeum Narodowym w Warszawie, gdzie przebywa do dzisiaj.
W latach 1990, 1997 i 2003 trzech różnych spadkobierców właścicieli obrazu podjęło kroki prawne w celu jego odzyskania. Odbyły się w tej sprawie dwie rozprawy sądowe, wyrok pierwszej nakazywał zwrot dzieła sztuki właścicielom, natomiast wyrok w sprawie apelacyjnej zasądził pozostawienie obrazu w muzeum.